# 현대고등학교 여자 축구부 (울산)
현대고등학교 여자축구단(Hyundai High School Women's Football Club)은 대한민국의 고등학교 여자 축구단이다.

## 같이 보기
- 현대고등학교 (울산)
- 현대공업고등학교 여자축구단
- 현대청운고등학교 여자축구단